# Helmut Gröttrup
Helmut Gröttrup, född 12 februari 1916, död 5 juli 1981, tysk ingenjör och assistent till Wernher von Braun vid byggandet av V-2-raketen. 
Gröttrup var den mest betydelsefulla av de forskare som Sovjetunionen fick tag i efter andra världskriget. Gröttrup var mest betydelsefull i sin forskning om tröghetsnavigering för rymdskepp, tillsammans med Walter Hohmann, de viktigaste forskarna för interplanetariska som interstellära rymdfärder. Gröttrup arbetade tillsammans med Sergej Koroljov för att starta upp Sovjetunionens raketprogram utifrån det tyska raketprogrammet erfarenheter av V-2. Han fördes till Sovjetunionen och fick lämna landet först 22 november 1953.
Helmut Gröttrup är även tillsammans med Jürgen Dethloff en av uppfinnarna och utvecklarna av tekniken bakom dagens chipförsedda kort för såväl betalkort, uttagskort som SIM-kort för mobilelefoner.